# Карпениси
Карпениси (на гръцки: Καρπενήσι) е планинско градче, център на Евритания.
Старото (славяно)българско име на селището е Кърпеница. Това е отбелязано върху политически коректни и сравнителна историко-географска карта от 1828 г. и 1832 г., непосредствено преди създаването на съвременна Гърция и по времето на т.нар. гръцка война за независимост. В битка при Кърпеница загива Марко Бочар.
Намира се на 78 km от Ламия и на 111 km от Агринио /респективно на северозапад - Арта/ и южно под планината Велухи.
Карпениси е курортно градче известно като Гръцката Швейцария, заради ски-курорта на Велухи носещ същото име Карпениси, който разполага с десет ски-писти и седем ски-лифта. Северно в района на днешната гръцка Евритания се намира красивата Аграфа, най-южната част на планинския масив Пинд (предходно Мецово).
В Древна Гърция мястото е обитавано от долопите.